# Ca l'Arbolí
Ca l'Arbolí és un edifici catalogat com a monument del municipi de la Figuera (Priorat) protegit com a bé cultural d'interès local.

## Descripció
Edifici de planta baixa, pis i golfes, construït de paredat i arrebossat, amb coberta de teula a dos vessants. Sobre la façana s'obren tres portes, de les quals una és la principal i més antiga, i una finestra a la planta baixa, i un balcó i dues finestres al primer pis i tres més al nivell de les golfes. A la part de llevant hi ha un petit terrat. L'agençament de la façana ha respectat una porta adovellada en la qual hi ha gravada la inscripció arboli i la data de 1514. A la part baixa de la casa hi ha, pel que sembla, arcades de tipus apuntat, que es fan aparents al solat enrunat de la casa del costat.

## Història
La construcció no presenta altra particularitat que la d'ésser datada a principis del s. XVI, el que no és freqüent a la comarca. Així, es pot afirmar que és una bona construcció del nucli antic del poble, encarat al clos que constituïa el castell o fortalesa i que contribuïa a la fortificació del lloc mitjançant les parets del darrere, situació corrent al Priorat com en altres llocs. La construcció ha sofert un bon nombre de modificacions, com ho palesen els diferents elements heterogenis de la façana, encara que la darrera reforma en profunditat es produí el s. XX.